# IC 4955
IC 4955 је рефлексиона маглина у сазвјежђу Лисица која се налази на листи објеката дубоког неба у Индекс каталогу.
Деклинација објекта је + 29° 11' 24" а ректасцензија 20h 4m 53,0s. IC 4955 је још познат и под ознакама LBN 153, CED 175.